# Phoque (1926)
Phoque (Q128) – francuski oceaniczny okręt podwodny z okresu międzywojennego i II wojny światowej, ósma zamówiona jednostka typu Requin. Okręt został zwodowany 16 marca 1926 roku w stoczni Arsenal de Brest, a do służby w Marine nationale wszedł w maju 1928 roku. Jednostka pełniła służbę na Morzu Śródziemnym, a od zawarcia zawieszenia broni między Francją a Niemcami znajdowała się pod kontrolą rządu Vichy. W grudniu 1942 roku okręt został przejęty przez Niemców w Bizercie i przekazany Włochom. W Regia Marina jednostka otrzymała oznaczenie FR 111 i przebudowano ją na podwodny transportowiec. Okręt został zatopiony nieopodal Sycylii 28 lutego 1943 roku przez amerykańskie samoloty, podczas swojego pierwszego rejsu pod włoską banderą.

## Projekt i budowa
„Phoque” zamówiony został na podstawie programu rozbudowy floty francuskiej z 1923 roku. Projekt (o sygnaturze C4) był pierwszą od zakończenia wojny koncepcją francuskiego okrętu podwodnego, powstałą po analizie doświadczeń wojennych i eksploatacji ex-niemieckich jednostek otrzymanych w ramach reparacji wojennych. Okręt przeznaczony był do służby kolonialnej, działań na liniach komunikacyjnych potencjalnego przeciwnika i rozpoznania. Posiadał spory zasięg i dużą dopuszczalną głębokość zanurzenia; wadami była słaba manewrowość i zbyt mała prędkość osiągana na powierzchni. Konstruktorem okrętu był inż. Jean-Jacques Roquebert.
„Phoque” zbudowany został w Arsenale w Breście. Stępkę okrętu położono w 1924 roku, został zwodowany 16 marca 1926 roku, a do służby w Marine nationale przyjęto go w maju 1928 roku. Jednostka otrzymała numer burtowy Q128.

## Dane taktyczno–techniczne
„Phoque” był dużym, oceanicznym okrętem podwodnym o konstrukcji dwukadłubowej. Długość całkowita wynosiła 78,5 metra, szerokość 6,84 metra i zanurzenie 5,1 metra. Wyporność standardowa w położeniu nawodnym wynosiła 947 ton (normalna 1150 ton), a w zanurzeniu 1441 ton. Okręt napędzany był na powierzchni przez dwa silniki wysokoprężne (Schneider lub Sulzer) o łącznej mocy 2900 koni mechanicznych (KM). Napęd podwodny zapewniały dwa silniki elektryczne o łącznej mocy 1800 KM. Dwuśrubowy układ napędowy pozwalał osiągnąć prędkość 15 węzłów na powierzchni i 9 węzłów w zanurzeniu. Zasięg wynosił 7700 Mm przy prędkości 9 węzłów (6400 Mm przy 12 węzłach lub 3000 Mm przy 15 węzłach) w położeniu nawodnym oraz 70 Mm przy prędkości 5 węzłów pod wodą. Zbiorniki paliwa mieściły 116 ton oleju napędowego (plus 51 ton w zbiornikach balastowych), a energia elektryczna magazynowana była w bateriach akumulatorów typu D liczących 248 ogniw. Dopuszczalna głębokość zanurzenia wynosiła 80 metrów, a autonomiczność 30 dób.
Okręt wyposażony był w 10 wyrzutni torped kalibru 550 mm: cztery wewnętrzne na dziobie, dwie na rufie oraz dwa podwójne obrotowe zewnętrzne aparaty torpedowe (zamontowane przed i za kioskiem), z łącznym zapasem 16 torped. Uzbrojenie artyleryjskie stanowiło działo pokładowe kal. 100 mm M1925 L/50 oraz dwa karabiny maszynowe kal. 8 mm (2 x I).
Załoga okrętu składała się z 51 oficerów, podoficerów i marynarzy.

## Służba
W latach 1935–1937 okręt przeszedł gruntowny remont, połączony z wymianą siłowni. W momencie wybuchu II wojny światowej okręt pełnił służbę na Morzu Śródziemnym, będąc jednostką flagową 10. dywizjonu 6. eskadry 4. Flotylli stacjonującej w Bizercie. Dowódcą jednostki był w tym okresie kmdr ppor. J.F.M.A.P. Lagarrigue. W październiku 1939 roku okręt został poddany remontowi stoczniowemu. W czerwcu 1940 roku jednostka stacjonowała w Bejrucie. Okręt uczestniczył w tym miesiącu w patrolowaniu rejonu Dodekanezu, na wschód od Rodos. Po zawarciu zawieszenia broni między Francją a Niemcami „Phoque” znalazł się pod kontrolą rządu Vichy. Na przełomie 1941 i 1942 roku okręt został wycofany z czynnej służby. Po rozpoczęciu przez Niemcy okupacji terenów podległych rządowi Vichy, 8 grudnia 1942 roku okręt został przejęty przez Niemców w Bizercie i przekazany Włochom. Jednostka w Regia Marina otrzymała oznaczenie FR 111 i została przebudowana na podwodny transportowiec. Z okrętu usunięto uzbrojenie torpedowe i artyleryjskie (montując jedynie dwa wkm plot. kal. 13,2 mm); mógł za to zabrać 50 ton ładunku i 145 ton paliwa. 28 lutego 1943 roku, podczas swojego pierwszego rejsu pod włoską banderą, okręt został zatopiony nieopodal Syrakuz przez amerykańskie samoloty.